# Hydrogaster
Hydrogaster es un género monotípico de fanerógamas perteneciente a la familia Malvaceae. Su única especie, Hydrogaster trinervis, es originaria de Sudamérica en Brasil. 

## Taxonomía
Fue descrito por el botánico brasileño João Geraldo Kuhlmann  y publicado en Arquivos do Instituto de Biologia Vegetal  2: 86, en el año 1935.  La especie tipo es Hydrogaster trinervis Kuhlm.